# وادي سان لويس

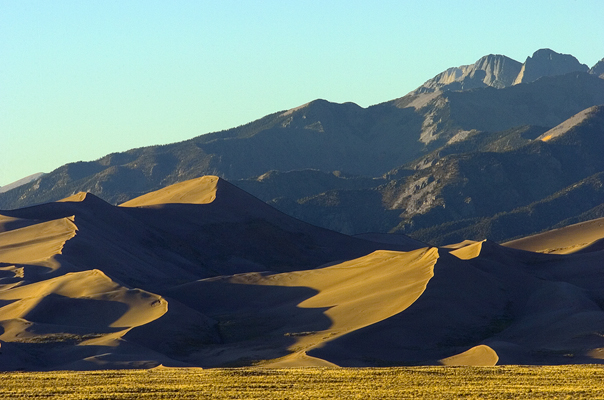
كثبان رملية في الحديقة الوطنية في كولورادو

وادي سان لويس هو حوض يقع على ارتفاعات عالية وواسعة في ولايتي كولورادو ونيو مكسيكو في الولايات المتحدة الأمريكية حيث تغطي ما يقرب من 21,000 كم مربع بارتفاع 2,336 متر فوق مستوى سطح البحر، الوادي هو جزء من ريو غراندي المتصدع وتسقط عليه أمطار خفيفة ويتكون من الأراضي الصحراوية وتكون درجات الحرارة في الصيف مرتفعة بينما تكون ليالي الشتاء باردة جداً
.